# Bob Jessop
 (juin 2016).
Si vous disposez d'ouvrages ou d'articles de référence ou si vous connaissez des sites web de qualité traitant du thème abordé ici, merci de compléter l'article en donnant les références utiles à sa vérifiabilité et en les liant à la section « Notes et références ».
Pour les articles homonymes, voir Jessop.
Bob Jessop, né le 3 mars 1946, est un universitaire et écrivain britannique qui a publié de nombreux ouvrages sur la théorie de l'État et l'économie politique. Il est actuellement Professeur émérite de sociologie à l'université de Lancaster.

## Œuvre
La principale contribution de Jessop à la théorie de l'État est de traiter l'État non pas comme une entité mais comme une relation sociale avec des effets stratégiques différentiels. Cela signifie que l'État n'est pas quelque chose qui possède une propriété essentielle et fixe, comme un coordinateur neutre de différents intérêts sociaux, un acteur corporatif autonome avec ses propres objectifs et intérêts bureaucratiques, ou le "comité exécutif de la bourgeoisie", comme le décrivent souvent les pluralistes, les élitistes/étatistes et le marxisme conventionnel, respectivement. Ce qui détermine essentiellement l'État, c'est la nature des relations sociales plus amples dans lesquelles il s'inscrit, en particulier l'équilibre des forces sociales.
Premièrement, l'État a des natures, des appareils et des frontières variés en fonction de ses développements historiques et géographiques ainsi que de ses conjonctures spécifiques. L'un de ces appareils est le projet d'État, qui comprend un mécanisme que l'auteur appelle sélectivité structurelle. Il affirme que les structures étatiques "offrent des chances inégales aux différentes forces, à l'intérieur et à l'extérieur de cet État, d'agir à des fins politiques différentes". Toutefois, il existe une limite stratégique à cette variation, imposée par l'équilibre des forces à un moment et dans un espace donnés. Ainsi, deuxièmement, l'État a des effets différentiels sur diverses stratégies politiques et économiques d'une manière qui en privilégie certaines par rapport à d'autres, mais en même temps, c'est l'interaction entre ces stratégies qui aboutit à un tel exercice du pouvoir de l'État. Cette approche est appelée approche stratégique-relationnelle et peut être considérée comme une extension créative et un développement du concept de Marx de capital, non pas comme une chose mais comme une relation sociale, et du concept d'Antonio Gramsci et de Nicos Poulantzas de l'État comme une relation sociale - quelque chose de plus qu'une société politique au sens strict du terme.
Jessop utilise le terme de souveraineté temporelle pour désigner le droit d'un gouvernement à disposer du temps nécessaire à une prise de décision politique réfléchie. Il affirme que cette souveraineté temporelle est menacée car les gouvernements se voient contraints de comprimer leurs propres cycles de prise de décision afin de pouvoir intervenir de manière plus opportune et plus appropriée.

## Ouvrages principaux
- The Capitalist State: Marxist Theories and Methods, Oxford: Blackwell 1982.
- Nicos Poulantzas: Marxist Theory and Political Strategy, London: Macmillan 1985.
- Thatcherism: a Tale of Two Nations, Cambridge: Polity (avec Kevin Bonnett, Simon Bromley et Tom Ling) 1988.
- State Theory: Putting the Capitalist State in Its Place, Cambridge: Polity 1990.
- The Future of the Capitalist State, Cambridge: Polity 2002.
- Beyond the Regulation Approach Putting Capitalist Economies in their Place (avec Ngai-Ling Sum) Cheltenham: Edward Elgar 2006. Lauréat du Prix Gunnar Myrdal de l'European Association for Evolutionary Political Economy (en) pour le meilleur ouvrage publié en 2006 en relation avec ses objectifs.
- State Power: A Strategic-Relational Approach, Cambridge: Polity 2007.
- Towards A Cultural Political Economy. Putting Culture in its Place in Political Economy, Cheltenham: Edward Elgar 2014.
- The State. Past, Present, Future, Cambridge: Polity 2016.